# La scuola serale
La scuola serale (Night School) è un film del 2018 diretto da Malcolm D. Lee e interpretato da Kevin Hart, Tiffany Haddish, Rob Riggle, Taran Killam, Romany Malco, Keith David e Anne Winters.
La storia segue un gruppo di adulti che si sono impegnati a guadagnare le loro GED.
È stato distribuito negli Stati Uniti dalla Universal Pictures il 28 settembre 2018, incassando oltre 96 milioni di dollari in tutto il mondo e venendo accolta in maniera contrastante dalla critica.

## Trama
Nel 2001, lo studente delle superiori Teddy Walker abbandona la scuola quando si trova incapace di concentrarsi durante un test cruciale.
Anni dopo, nel 2018, lavora come venditore di barbecue ed incontra una donna facoltosa di nome Lisa, dopo aver sviluppato un'attenta strategia finanziaria che gli consente di mantenere l'illusione di stare meglio di quanto non sia in realtà. Tuttavia, la sua vita crolla dopo aver appreso che erediterà il controllo del negozio quando l'attuale manager andrà in pensione. Mentre si propone a Lisa nel negozio, Teddy innesca accidentalmente un'esplosione mentre stappa una bottiglia di champagne, il cui tappo apre un serbatoio di benzina, con il manager che prende l'assicurazione dall'esplosione e fugge via.
Ora disoccupato, Teddy viene a sapere dal suo migliore amico Marvin che potrebbe teoricamente ottenere un lavoro presso la sua società di investimenti finanziari, ma gli serve avere un GED. Teddy va al suo vecchio liceo credendo di poter incantare il nuovo preside dandogli la qualifica pertinente, ma questo piano viene rovinato fin dall'inizio con la scoperta che il preside è Stewart, che da giovane veniva bullizzato proprio da Teddy. Fortunatamente, Teddy è in grado di prendere accordi per frequentare la scuola serale quel semestre grazie alla non ortodossa insegnante Carrie, ma si trova ancora frustrato dai suoi vecchi problemi di concentrazione. Allo stesso tempo, mente a Lisa sostenendo che ha già ottenuto il lavoro per Marvin, mentre lavora invece segretamente in un fast food per darsi un po' di sostegno finanziario.
Teddy convince il resto della classe a unirsi a lui nel rubare le risposte del test. Quando Carrie capisce che cosa è successo, Teddy viene espulso dalla scuola serale, pur essendosi assunto ogni colpa. Quando torna a fare un genuino appello a Carrie spiegando di voler fare meglio, lei accetta di portare Teddy alla scuola serale, solo se accetta di essere sottoposto a test per le difficoltà di apprendimento. Questo permette loro di determinare che soffre di dislessia, discalculia e vari problemi di elaborazione. Carrie è così in grado di ideare nuovi sistemi per aiutare Teddy a far fronte ai suoi problemi di apprendimento, Teddy tornerà così alla scuola serale e farà definitivamente amicizia con i suoi compagni di classe.
Dopo la loro ultima lezione svolta in contemporanea col ballo di fine anno, Teddy suggerisce che gli studenti delle scuole serali partecipino al ballo. Mentre sono al ballo, Teddy viene affrontato da Lisa che Stewart ha portato a scuola quella sera con la scusa di voler sponsorizzare le imprese per migliorare la scuola. Rendendosi conto delle numerose bugie di Teddy, Lisa rompe con lui, spingendo un Teddy devastato a rinunciare alla scuola serale e al GED. Tuttavia, mentre è al lavoro al fast food travestito da pollo, Teddy viene visitato da Carrie e Stewart, con quest'ultimo che si scusa con Teddy dopo essersi reso conto che ha superato il limite nel suo desiderio di vendetta. Carrie convince Teddy a tornare per il GED. Sebbene Teddy non superi il test con i suoi compagni di classe, questi continua a perseverare, e completa il test dopo altri quattro tentativi.
Al termine del semestre, Teddy sale sul palco durante la cerimonia di consegna dei diplomi, e tiene un discorso a nome degli altri studenti delle scuole serali su come tutti dimostrino che sono possibili seconde possibilità. Dopo la cerimonia, Teddy si scusa con Lisa per avergli mentito, e le ripropone un nuovo primo appuntamento che lei accetta, a condizione che Teddy le permetta di pagare.

## Cast
- Teddy Walker, interpretato da Kevin Hart[3], doppiato da Nanni Baldini
- Carrie, interpretata da Tiffany Haddish[5], doppiata da Tatiana Dessi
- Mackenzie, interpretato da Rob Riggle[6], doppiato da Massimo De Ambrosis
- Stewart, interpretato da Taran Killam, doppiato da Gabriele Sabatini
- Jaylen, interpretato da Romany Malco, doppiato da Franco Mannella
- Gerald Walker, interpretato da Keith David[7][8]
- Carole Walker, interpretata da Donna Biscoe[9]
- Lisa, interpretata da Megalyn Echikunwoke[10], doppiata da Maria Letizia Scifoni
- Maya, interpretata da Yvonne Orji[11]
- Theresa, interpretata da Mary Lynn Rajskub[12], doppiata da Ilaria Stagni
- Marvin, interpretato da Ben Schwartz[13]
- Mila, interpretata da Anne Winters[14], doppiata da Erica Necci
- Denise Walker, interpretata da Bresha Webb
- Luis, interpretato da Al Madrigal, doppiato da Fabrizio Vidale
- Maria, interpretata da Tilda Del Toro
- Isaac, interpretato da Jeff Rose
- Jacob Batalon
- Bobby, interpretato da Fat Joe, doppiato da Roberto Stocchi

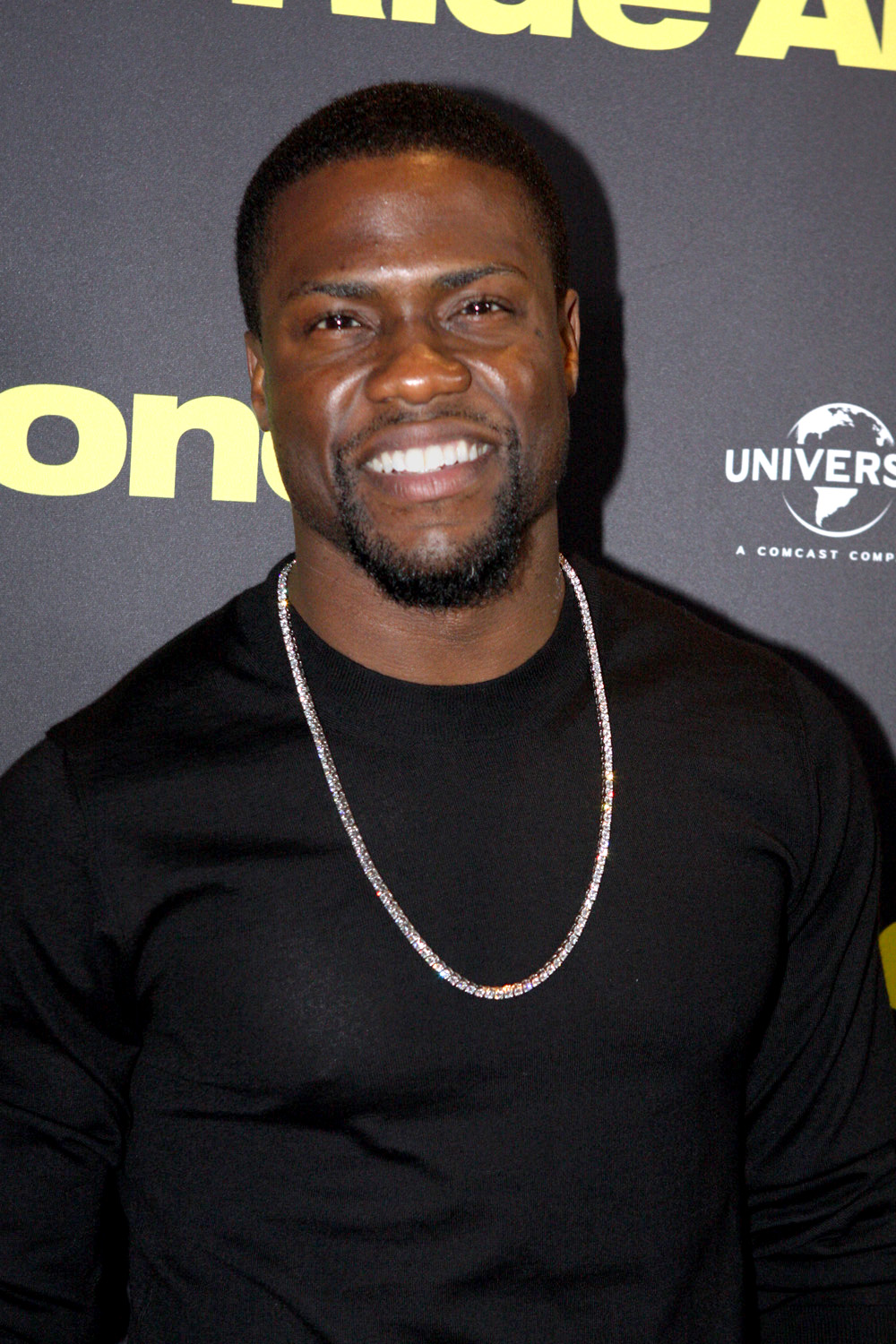
Kevin Hart interpreta Teddy Walker
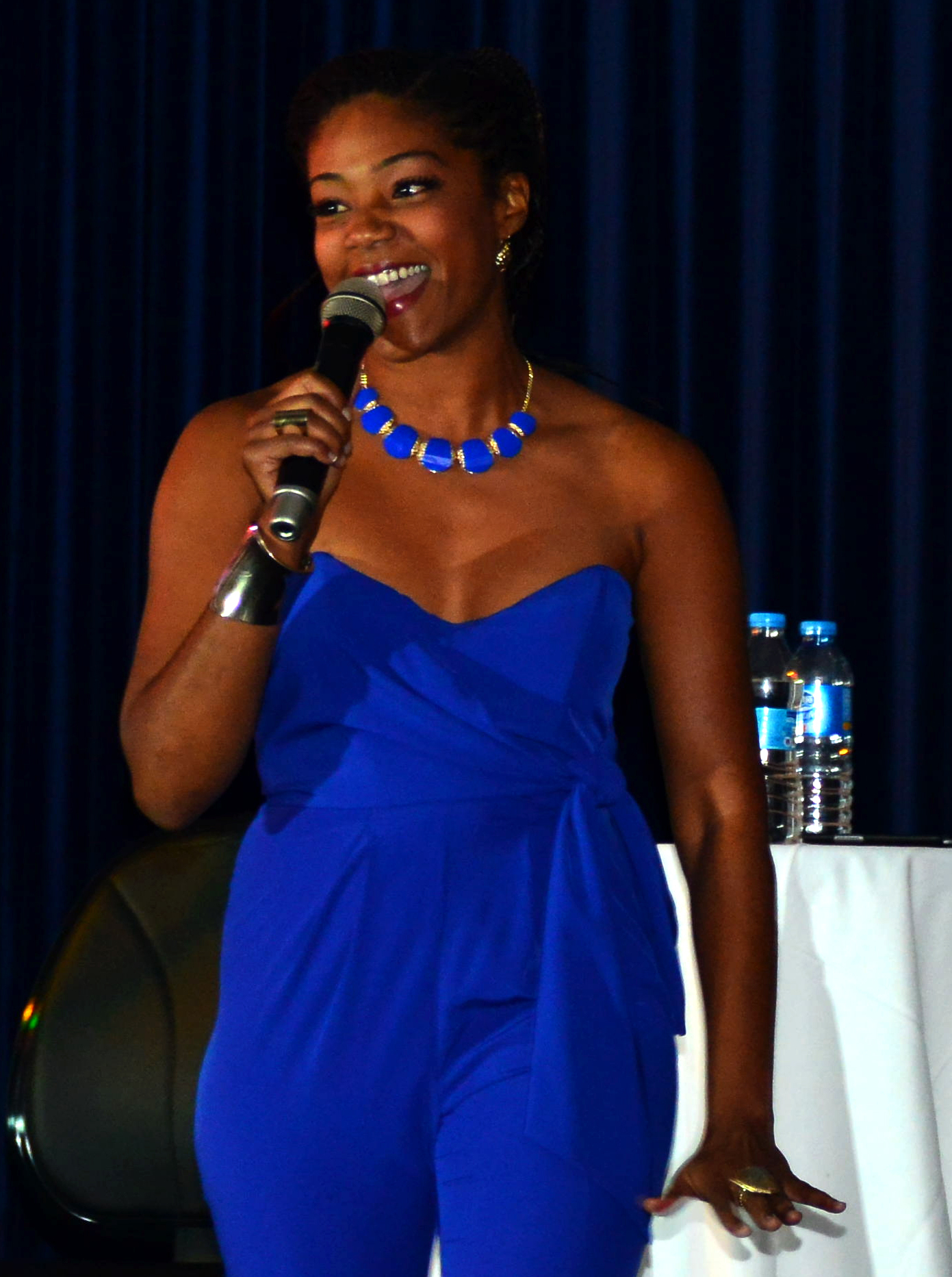
Tiffany Haddish interpreta Carrie
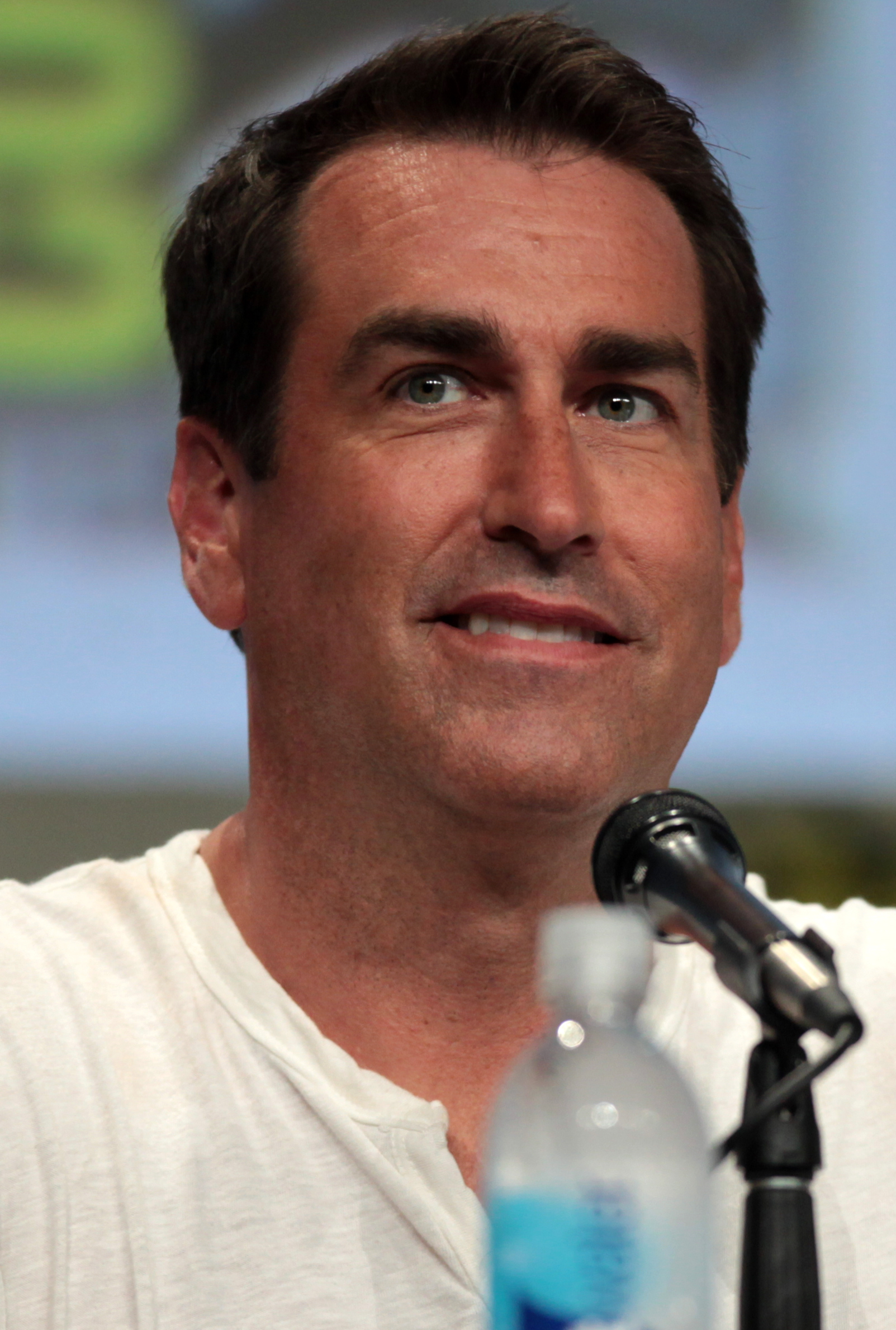
Rob Riggle interpreta Mackenzie
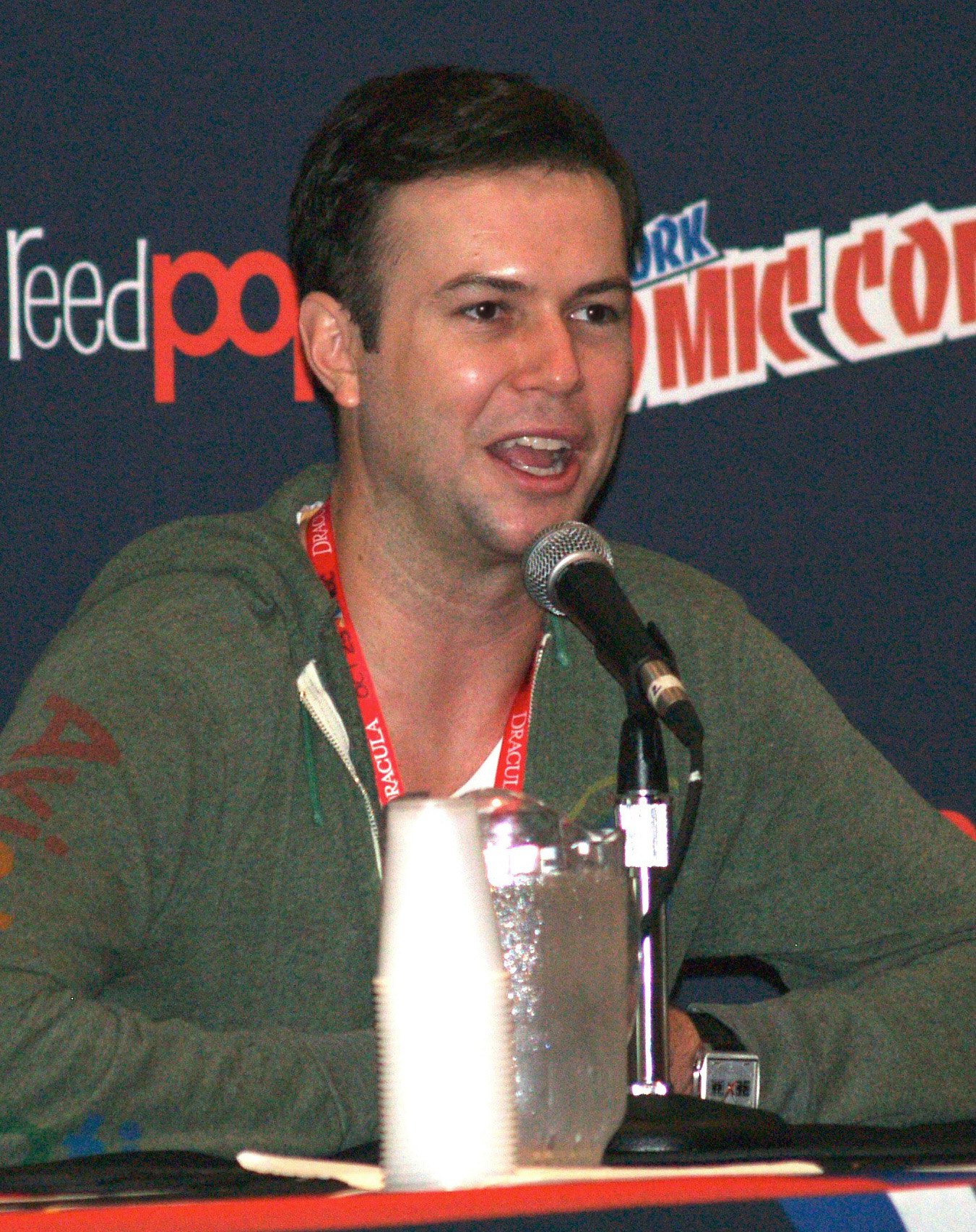
Taran Killam interpreta Stewart
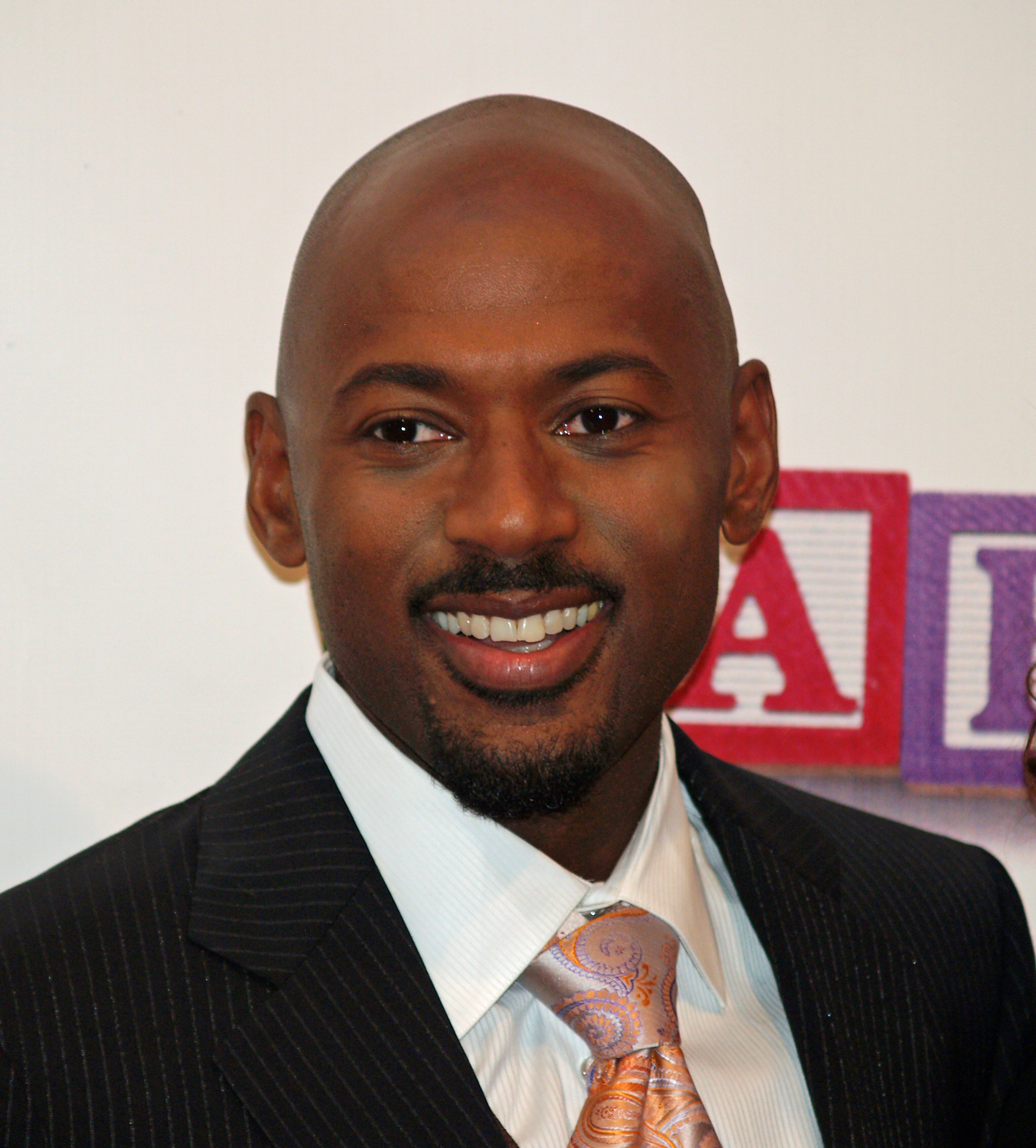
Romany Malco interpreta Jaylen
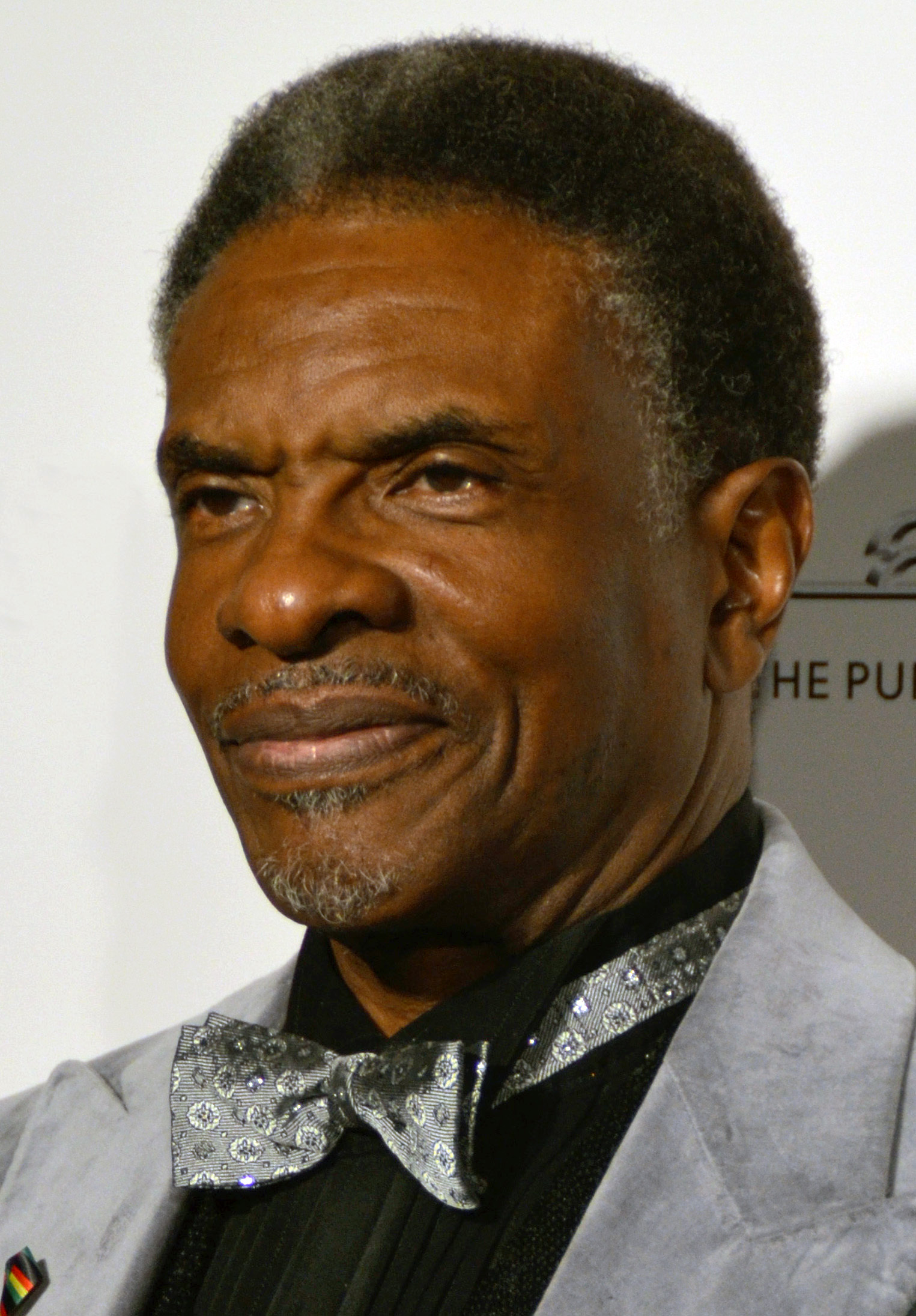
Keith David interpreta Gerald Walker
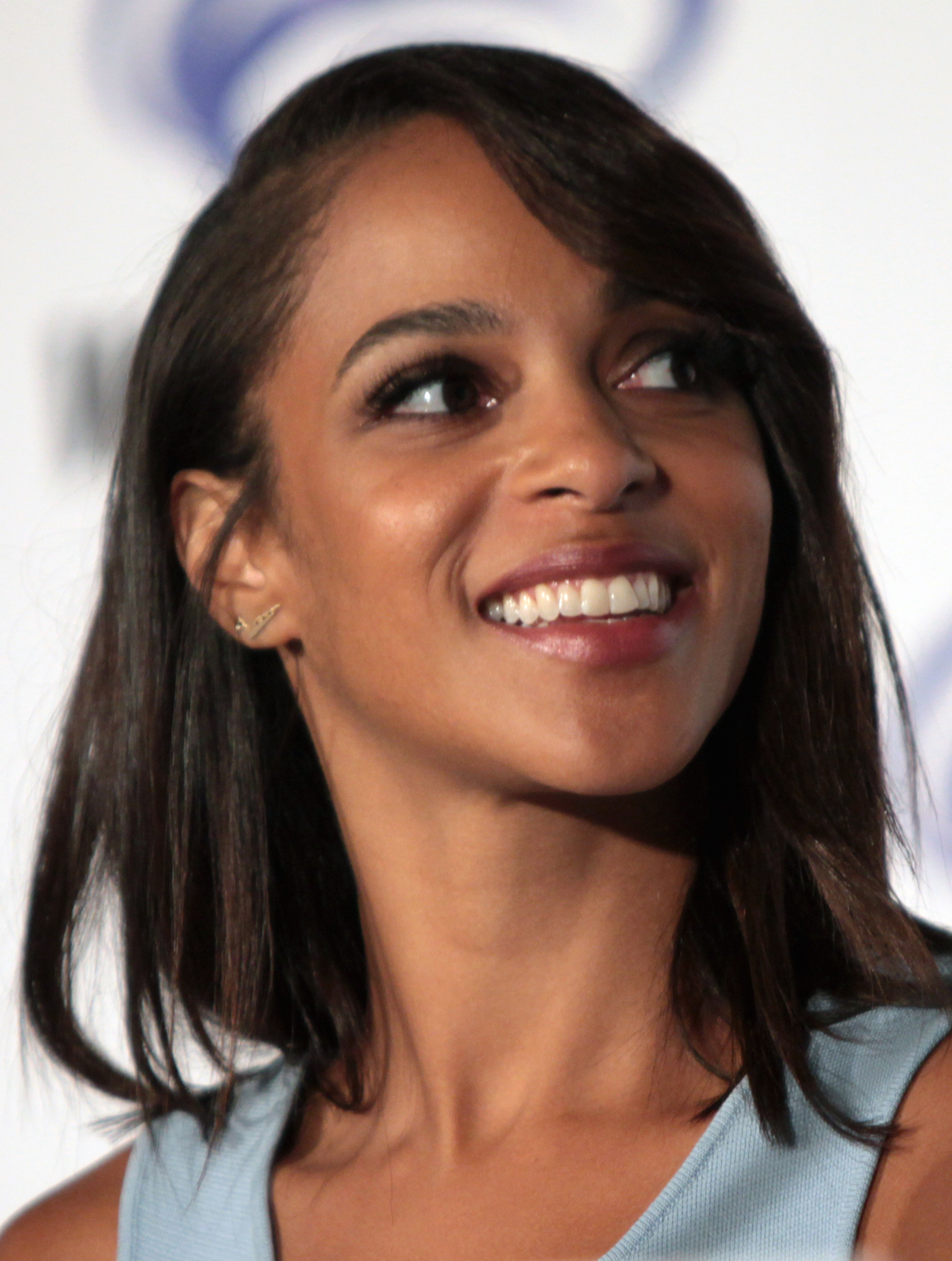
Megalyn Echikunwoke interpreta Lisa
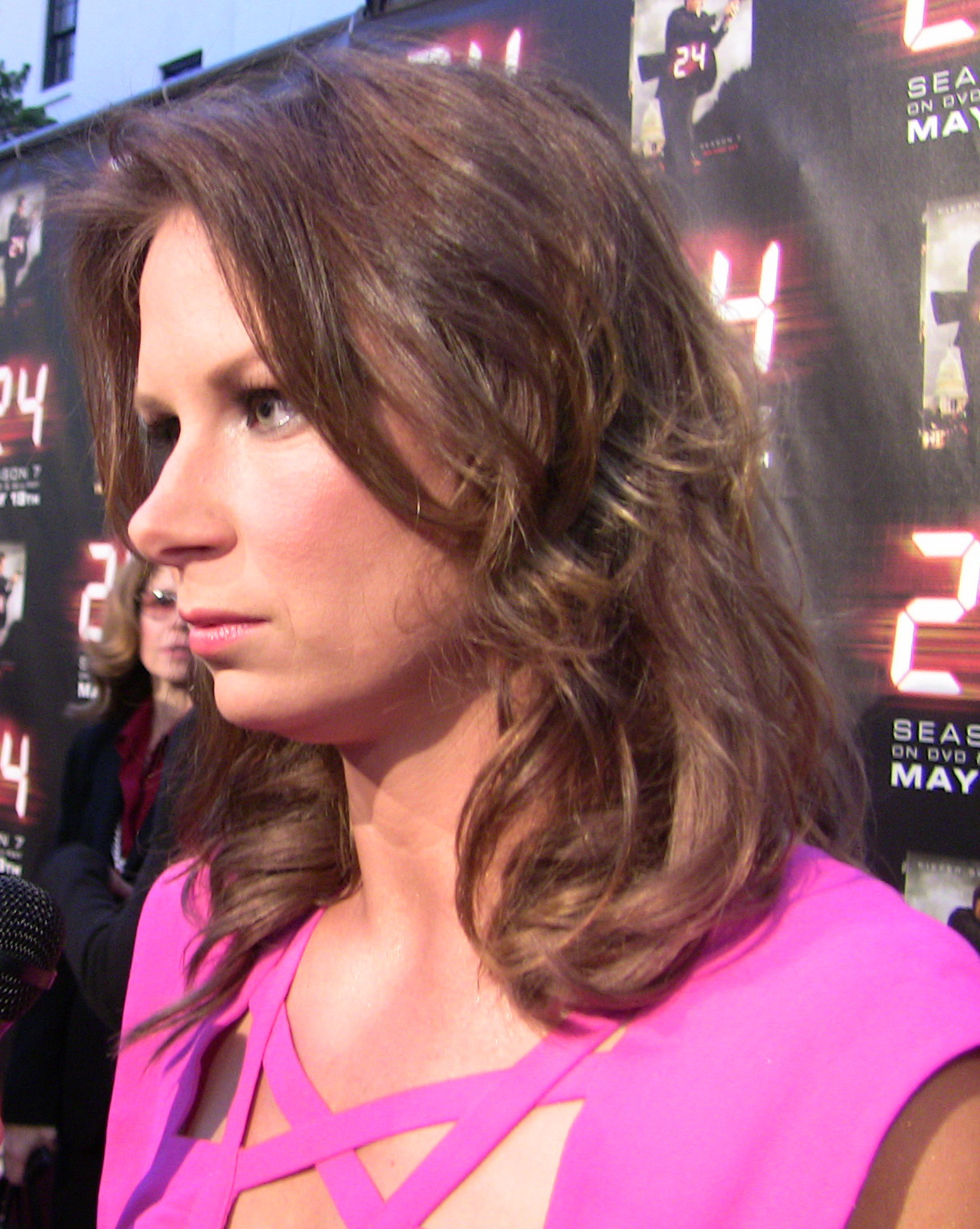
Mary Lynn Rajskub interpreta Theresa
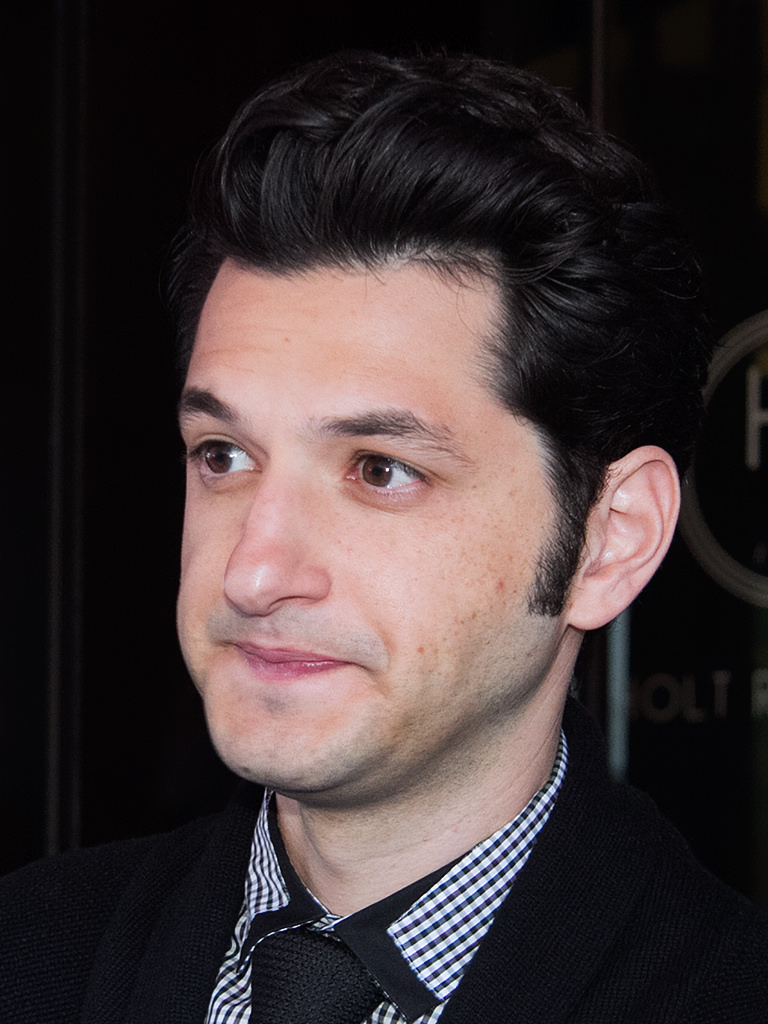
Ben Schwartz interpreta Marvin
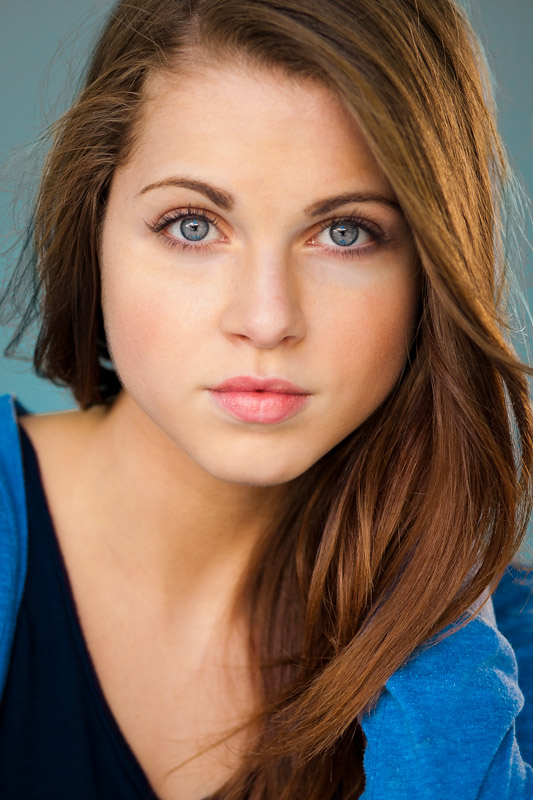
Anne Winters interpreta Mila
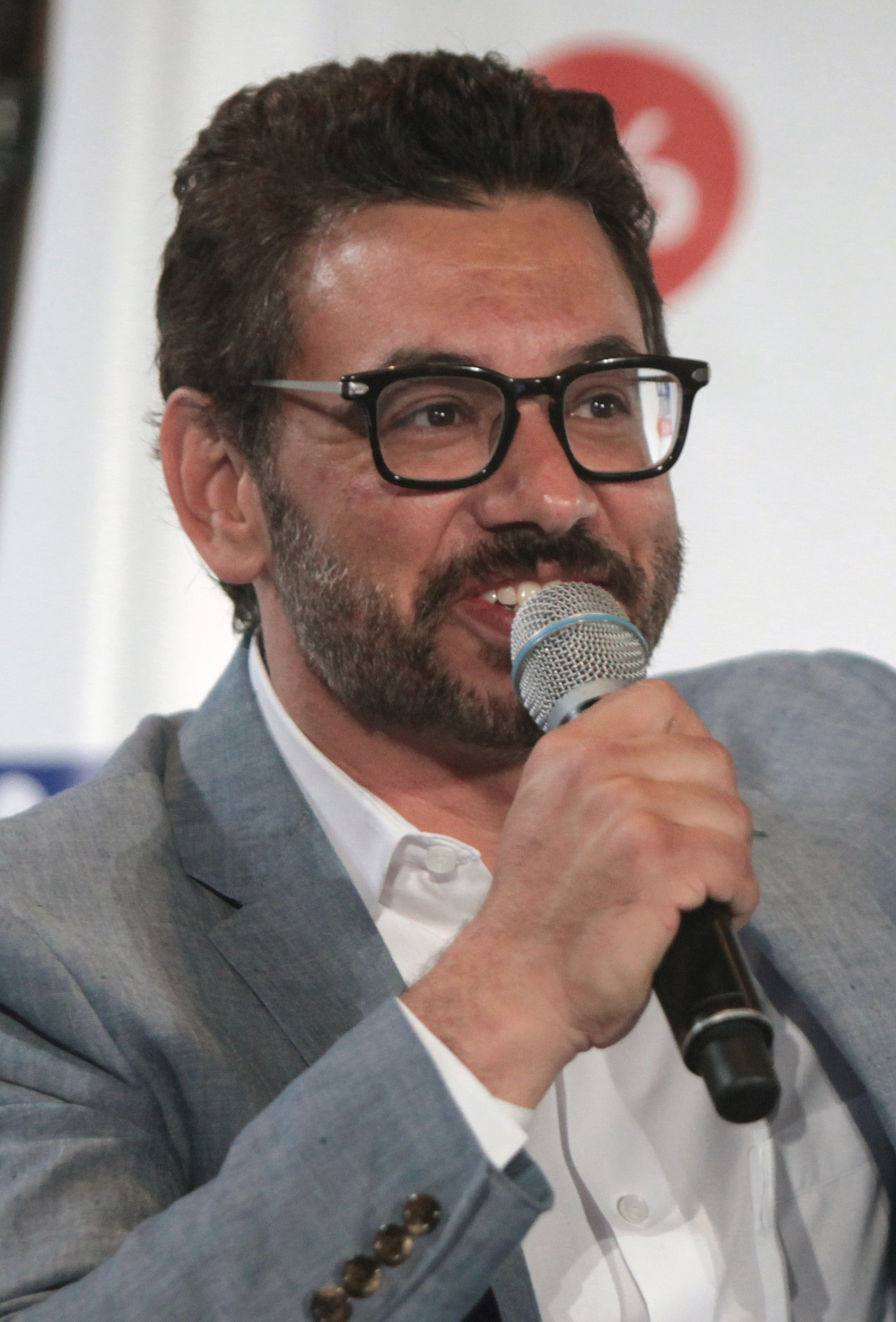
Al Madrigal interpreta Luis
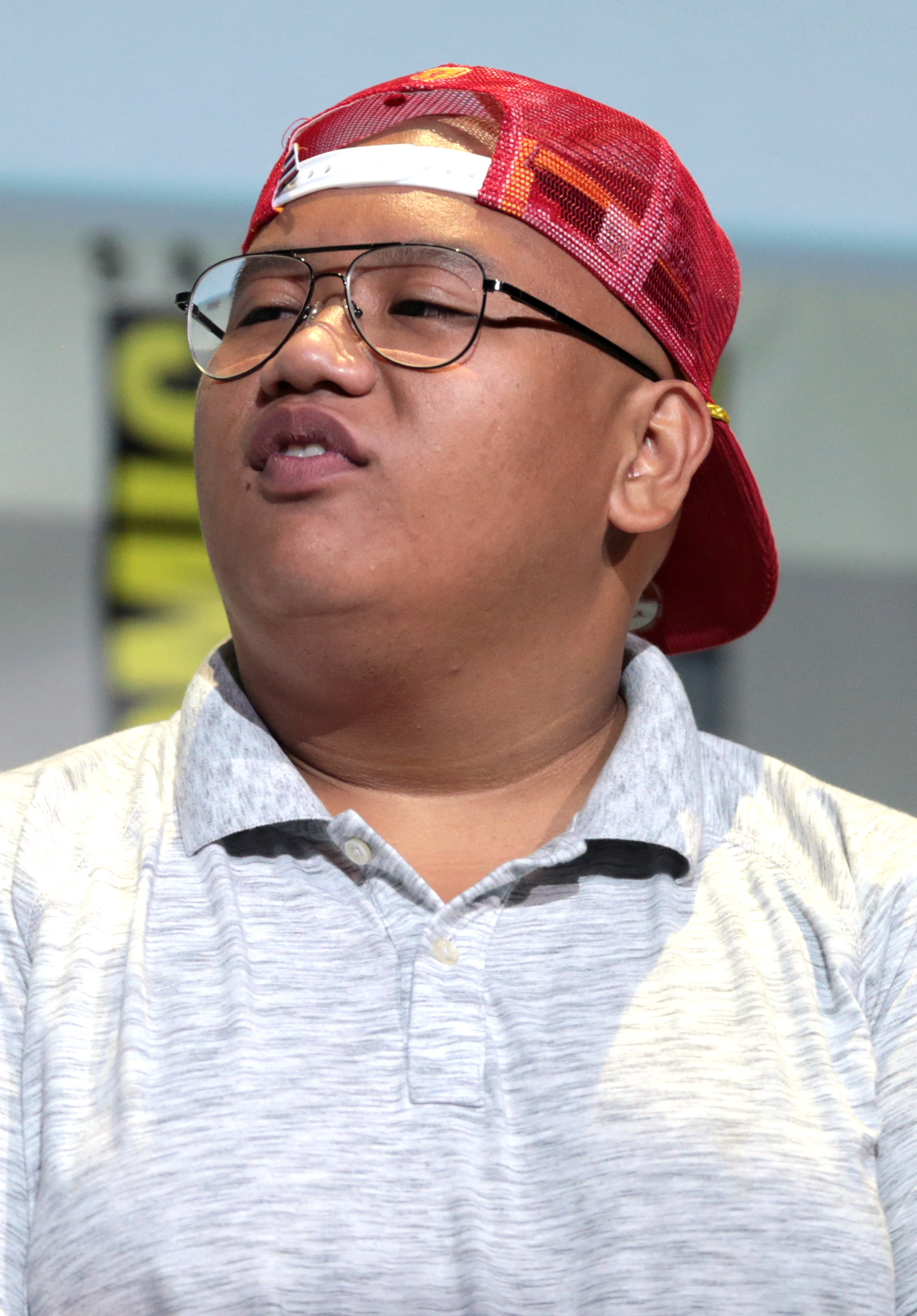
Jacob Batalon
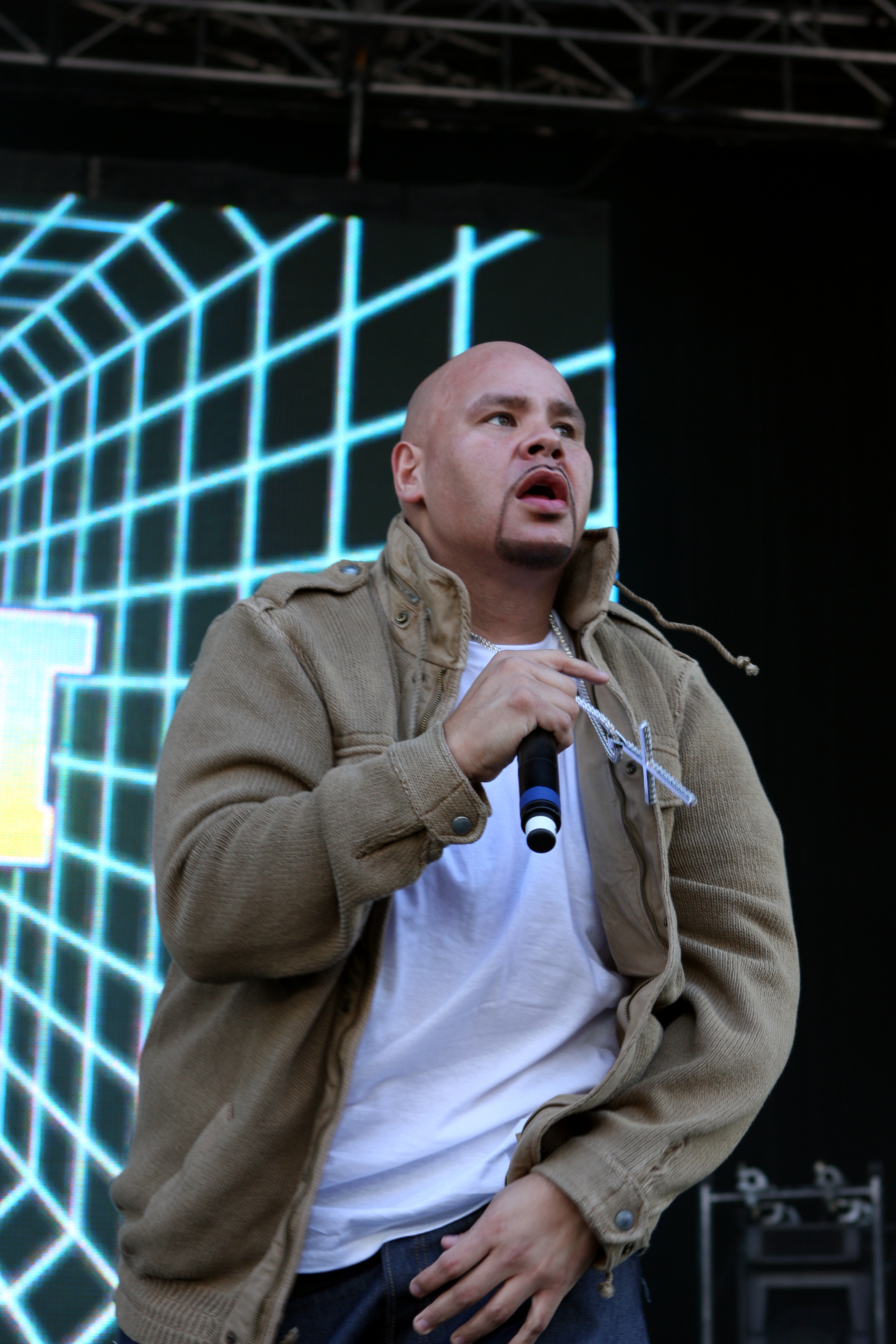
Fat Joe interpreta Bobby

## Produzione

### Riprese
Le riprese del film sono incominciate nel settembre del 2017 ad Atlanta, in Georgia.

## Promozione
Il primo trailer del film è stato pubblicato su YouTube il 3 aprile 2018. Il 31 maggio è uscito il secondo trailer, mentre il 20 agosto è uscito il terzo trailer.
L'11 ottobre 2018, invece, è stato pubblicato il trailer italiano del film.

## Distribuzione
Il film è stato distribuito nelle sale cinematografiche statunitensi il 28 settembre 2018, mentre in quelle italiane l'8 novembre 2018.

## Accoglienza

### Incassi
A partire dall'11 novembre 2018, La scuola serale ha incassato $75,9 milioni negli Stati Uniti e in Canada e $20,6 milioni in altri territori, per un totale mondiale di $96,6 milioni, contro un budget di produzione di $29 milioni.
Negli Stati Uniti e in Canada, il film è stato distribuito insieme con Smallfoot - Il mio amico delle nevi, Little Women e Hell Fest ed è stato progettato per incassare $25–31 milioni da 3.010 sale nel weekend di apertura. Il film ha incassato 9,5 milioni di dollari nel suo primo giorno, compresi 1,35 milioni di dollari dell'anteprima del giovedì sera, alla pari di un altro film di Kevin Hart Un poliziotto ancora in prova ($1,26 milioni nel 2016). Ha continuato a debuttare a $28 milioni, terminando primo a livello nazionale (anche se Smallfoot ha guadagnato di più in tutto il mondo) e ha segnato il miglior weekend di apertura per una commedia nel 2018. Ha guadagnato $12,5 milioni nel secondo fine settimana e $7,8 milioni nel terzo, terminando rispettivamente quarto e sesto.

### Critica
Il film è stato accolto in maniera mista dalla critica. Sull'aggregatore di recensioni Rotten Tomatoes ha un indice di gradimento del 29% con un voto medio di 4,4 su 10, basato su 122 recensioni. Il commento consensuale del sito recita: "Le star divertenti de La scuola serale e il setup apparentemente promettente si aggiungono a una commedia spettrale deludente, le cui risate sono in gran parte trattenute in detenzione". Su Metacritic, invece ha un punteggio di 43 su 100, basato su 30 recensioni, che indicano "recensioni miste o contrastanti". Il pubblico intervistato da CinemaScore ha dato al film un voto medio di "A-" su una scala da A+ a F, mentre quello di PostTrak ha dato 3,5 stelle su 5.
Owen Gleiberman di Variety ha scritto che il film "vuole essere una brutta sitcom ma passa troppo tempo a giocare sul sicuro", continuando, "La scuola serale ha una manciata di risate, ma è una sciocchezza gonfia che, con 111 minuti, non è la benvenuta". Scrivendo per IndieWire, David Elrich ha dato al film una "D", scrivendo "Kevin Hart può essere più divertente di quanto lo sia in questa commedia senza gioia e interminabile, ma non sembra più interessato a provarci".